# Вороново (Чувашия)
Во́роново (чув. Ворни) — деревня в Мариинско-Посадском муниципальном округе Чувашской Республики России. С 2004 по 2023 год входила в состав Первочурашевского сельского поселения.

## География
Деревня находится в северо-восточной части Чувашии, в пределах Чувашского плато, в зоне хвойно-широколиственных лесов, на правом берегу реки Цивиль, к западу от автодороги 97Н-027, на расстоянии примерно 17 километров (по прямой) к юго-западу от города Мариинский Посад, административного центра района. Абсолютная высота — 66 метров над уровнем моря.

### Часовой пояс
Деревня Вороново, как и вся Чувашия, находится в часовой зоне МСК (московское время). Смещение применяемого времени относительно UTC составляет +3:00.

## Население
| 2010 | 2012 |
| ---- | ---- |
| 2    | →2   |

### Половой состав
По данным Всероссийской переписи населения 2010 года в гендерной структуре населения мужчины составляли 50 %, женщины — соответственно также 50 %.

### Национальный состав
Согласно результатам переписи 2002 года, в национальной структуре населения чуваши составляли 75 % из 4 чел.